# 臺灣大學卡通漫畫研究社
臺灣大學卡通漫畫研究社（英語：National Taiwan University Cartoon & Comic Club，NTUCCC），簡稱台大卡漫社，是國立臺灣大學的動漫畫社團。台大卡漫社關注動漫畫及遊戲文化在台灣的推廣、研究與創作。

## 簡史
臺大卡漫社創立於1989年初，是繼國立清華大學觀瀾社(社團活動內容不限於動漫畫，凡舉文學、繪畫、音樂、電影、哲學皆有涉獵)、國立清華大學光畫社、國立成功大學漫畫社後成立的台灣的大學動漫畫社團。社團辦公室位於第一學生活動中心二樓239室。

## 特色
一般大學社團的幹部以一年為一任。台大卡漫社因為社團的慣例與多元性，除創社之初的前兩屆以外，均保持幹部以半年為一任。

## 社團活動

### 例行活動
學期間每週固定時間例行舉辦的活動，凡社員皆可自由參加任何活動。
- 動畫組：於社辦舉行動畫播映。
- 桌遊組：進行桌遊遊玩、桌遊製作(桌遊工作坊)、TRPG跑團等。
- 聲優組：以社團錄音器材進行配音活動 [1]。
- 教學組：由資深學長進行漫畫基礎教學。
- 創作組：根據特定主題，自由進行創作發揮，作品將收錄於創作組組刊。

### 特殊活動
- 卡漫週：每學期舉辦，內容包含動畫展、書展、作品展等，對象為全校師生及校外人士。
- 學校社團聯合活動：參與由學校每學期舉辦的杜鵑花節社團聯展（三月）、迎新社團聯展（九月）
- 出刊：曾印刷臺大卡漫社社刊、臺大卡漫社創作組組刊、Redlines教學書。
- Redlines：由臺大卡漫社聘請業界繪師改圖指導，並印刷Redlines教學書。

### 對外活動及合作
- 帶動中小學社團發展計畫：由教育部訓委會推動，由資深社員至合作的高中職社團進行漫畫教學。

## 重要活動紀錄
- 高田明美訪台系列活動

2000年3月31日～4月2日，於台灣台北市舉行。該活動由科揚華多媒體主辦，台大卡漫社及《全視界動漫畫樂趣誌》等單位協辦。內容主要有總數46幅的高田明美原畫展覽（其中包含初次公開原畫〈Love〉）、921大地震的慈善義賣、台灣愛好者交流活動等。該活動為高田明美第一次訪台。
- CW19台大地圖製作計畫[2]

2001年，捷比漫畫科技CW活動小組於台灣大學綜合體育館舉行「Comic World 19」同人誌即賣會（簡稱CW19），這是同人誌即賣會首次於該場地舉辦。相較於在此之前的台師大體育館、台北市松山區民眾活動中心等地點，台大體育館具有交通便捷、設施較為新穎、場地寬敞等優點，迄今依然經常作為此類活動的舉辦場地。基於地緣之故，台大卡漫社為響應同人文化之發展，主動針對參與同好製作新場館的導覽網頁，短短三天內瀏覽人數便突破2000人。
- 參與「挽救出版產業，反對扼殺出版經營及創意空間之法條」座談會[3]：

2003年4月18日，與臺北大學卡通漫畫社、台北市立師範學院動漫畫電玩社等社團以學校動漫畫社團身分，於台北凱悅大飯店出席「挽救出版產業，反對扼殺出版經營及創意空間之法條」座談會。此會是針對台北市政府於《出版法》廢止後所擬訂的《台北市漫畫及人體圖片出版品租售管理自治條例》草案即將通過，而由中華漫畫出版同業協進會及漫畫出版業者、通路業者發起，就法案中窒礙難行之部分，對社會大眾及政府相關單位進行公開聲明。台大卡漫社受邀出席，並與漫畫業者進行意見交換。該草案於2003年6月2日經台北市議會決議，為求中央與地方法令一致性，退回台北市議會法規委員會重新審查。

## 社團出身的名人
- 鄭惠元（Grace）：第1屆社長[4]，現職為漫畫家，著有《漫畫情人夢》等書。
- 李衣雲：創社成員。現任國立政治大學台灣史研究所教授，著有《私と漫畫の同居物語》、《讀漫畫》、《漫畫的文化研究：變形、象徵與符號化的系譜》等書，以及〈論BL論〉、〈臺灣大眾文化中呈現的歷史認識：以漫畫為中心（1945-1990）〉等漫畫相關論文 [5]。
- 黃牧仁：第13屆社長，筆名K.K.，現職為漫畫及輕小說譯者，主要翻譯著作有《星界的紋章》、《星界的戰旗》、《奇諾之旅》（第20-21卷）等。另曾任職於臺北市政府資訊局，2011年參與創辦臺北市政府之免費Wi-Fi服務「Taipei Free」。[6]
- 楊士葆：第14屆社長，暱稱Shadow/Shadox。2003年以虛擬商品「蟠龍花瓶」於台灣雅虎奇摩拍賣引起轟動，被視為惡搞文化的代表作。在2006年根據該經歷著成《黑暗界拍賣王》一書出版。[7]2009年至2010年自製動畫短片《賣火柴小女孩》。[8]
- 錢欣：配音員。[9]
- 藍弋：《台灣漫畫月刊》總編輯，台灣世代教育基金會創會副執行長[10]，著有《橡皮推翻了滿清》等書。

## 外部連結
- .   [2016-08-05]. （原始内容存档于2016-08-05） （中文（臺灣））.
- 臺大卡漫社的臉書 （页面存档备份，存于）（繁體中文）
- 台大卡漫社-YouTube （页面存档备份，存于）（繁體中文）
- NTUCCC台大卡漫社 （页面存档备份，存于）